# 1re division blindée (France)
Pour les articles homonymes, voir 1re division.
La 1re division (1re DIV) est une grande unité de l'Armée de terre française. Elle est formée au cours de la Seconde Guerre mondiale en tant que 1re division blindée (1re DB).
Dissoute une première fois en 1946, elle est recréée en 1948. Elle est à nouveau dissoute en 1999 dans le cadre de la professionnalisation des armées françaises.
La 1re brigade mécanisée (1re BM), créée le 1er juillet 1999, hérite de ses traditions. La 1re BM est à son tour dissoute le 21 juillet 2015.
La 1re division est recréée en 2016 dans le cadre du plan de réorganisation de l'Armée de terre.

## Création et différentes dénominations
- 1er mai 1943 : création de la 1re division blindée (1re DB), émanant de l'armée d'Afrique ;
- 31 mars 1946 : dissolution ;
- 1er août 1948 : recréation de la 1re division blindée ;
- 1er mars 1960 : 1re division ;
- 1er juillet 1978 : 1re division blindée ;
- 30 juin 1999 : dissolution ;
- 1er juillet 1999 : la 1re brigade mécanisée (1re BM) hérite de ses traditions ;
- 21 juillet 2015 : dissolution de la 1re brigade mécanisée ;
- 1er juillet 2016 : recréation de la 1re division.

## Devise, surnom et citations
Sa devise, « Nomine et Virtute Prima » signifie littéralement « La première par le nom et la valeur ». Le choix de l'insigne, la croix de saint Louis, par le général Jean Touzet du Vigier, provient du lieu de formation de l'unité, la Tunisie où le roi Louis IX vint s'éteindre en 1270.
Elle est aussi surnommée la « division Saint-Louis ».
La division a été citée 3 fois à l'ordre de l'Armée au cours de la Seconde Guerre mondiale.

## Historique

### De 1943 à 1946
En 1943, une armée française se reforme en Afrique du Nord. Elle sera dotée de matériels modernes venus des États-Unis et son programme prévoit la constitution de plusieurs divisions blindées. Finalement, après beaucoup de complications et de retards dans l'arrivée des matériels, seules trois divisions sont constituées, sur le type suivant :
- un état-major ;
- une compagnie de quartier général ;
- trois états-majors de brigade ;
- un régiment de reconnaissance ;
- trois régiments de chars ;
- un régiment de chasseurs de chars ;
- trois bataillons d'infanterie portée ;
- trois groupes d'artillerie ;
- un bataillon du génie ;
- un groupe de forces terrestres antiaériennes ;
- un groupe d'escadrons de réparation ;
- une compagnie de transmissions ;
- une compagnie des services ;
- un bataillon médical ;
- un groupe d'exploitation.

Cette division s'articule, suivant les normes américaines, en trois groupements tactiques, baptisés du nom américain de « Combat Command ». C'est sous cette forme que les trois divisions françaises seront engagées au cours des opérations de 1944 - 1945.
C'est dans ce contexte que la 1re division blindée (1re DB) est formée le 1er mai 1943. Elle est l'héritière de la brigade légère mécanique (BLM) qui combattit en Tunisie. Le 28 janvier 1943, le général du Vigier (promu le 25 décembre 1942), allait prendre le commandement de cette nouvelle unité en formation. Il avait laissé le commandement de la BLM au général Brossin de Saint-Didier et installé son poste de commandement à Mascara où se trouvait le centre d'organisation des unités blindées.
À l'origine, la 1re DB comprenait un régiment de reconnaissance, le 3e chasseurs d'Afrique, de Constantine ; deux régiments de chars, les 2e et 5e de la même subdivision d'arme, Oran et Maison Carrée ; un quatrième régiment de chasseurs d'Afrique, le 9e, qui constituait l'unité de chasseurs de chars (tanks-destroyers). S'ajoutaient à ces quatre formations, un régiment porté, le 2e zouaves, d'Oran ; le 68e régiment d'artillerie, de Tunisie ; le 88e bataillon du génie, récemment créé à Port-Lyautey, et le 38e groupe de forces terrestres antiaériennes (FTA), de Ténès. Dans le courant du mois de mai 1943 rejoignirent les transmissions et les services. Au mois d'août, le train et un groupe d'escadrons de renfort immédiat. Puis, le 2e chasseurs d'Afrique se dédoubla pour donner naissance au 2e régiment de cuirassiers, dont le numéro était cher au cœur du général du Vigier, qui l'avait commandé en 1940. Il venait d'être promu général de division le 25 août et toutes les forces dont il allait disposer se groupaient autour de Mascara.
Le 2e régiment de zouaves allait disparaître et être remplacé, comme infanterie de la division, par trois bataillons indépendants, appartenant aux 1er, 2e et 3e zouaves, formant demi-brigade. Vint le moment où la division fut définitivement mise sur pied et où elle alla prendre sa place dans les rangs de la 1re armée française alors appelée Armée B et qui allait participer au débarquement de Provence. Les premiers embarquements commencèrent à Oran et à Mers-el-Kébir à la fin du mois de juillet 1944, après diverses pérégrinations. Les bateaux levèrent l'ancre les 10 et 11 août. Le débarquement devait avoir lieu entre Saint-Tropez et Saint-Raphaël. À l'aube du 15 août, une flotte immense était rassemblée au nord-ouest de la Corse se dirigeant vers le nord.
Les opérations de la 1re division blindée au cours de la Seconde Guerre mondiale comprennent trois parties :
- De la Méditerranée aux Vosges, 15 août au 13 novembre 1944 ;
- Les combats pour l'Alsace, 14 novembre 1944 au 9 février 1945 ;
- La pénétration en Allemagne, 10 février au 7 mai 1945.

#### De la Méditerranée aux Vosges, 15 août au 13 novembre 1944

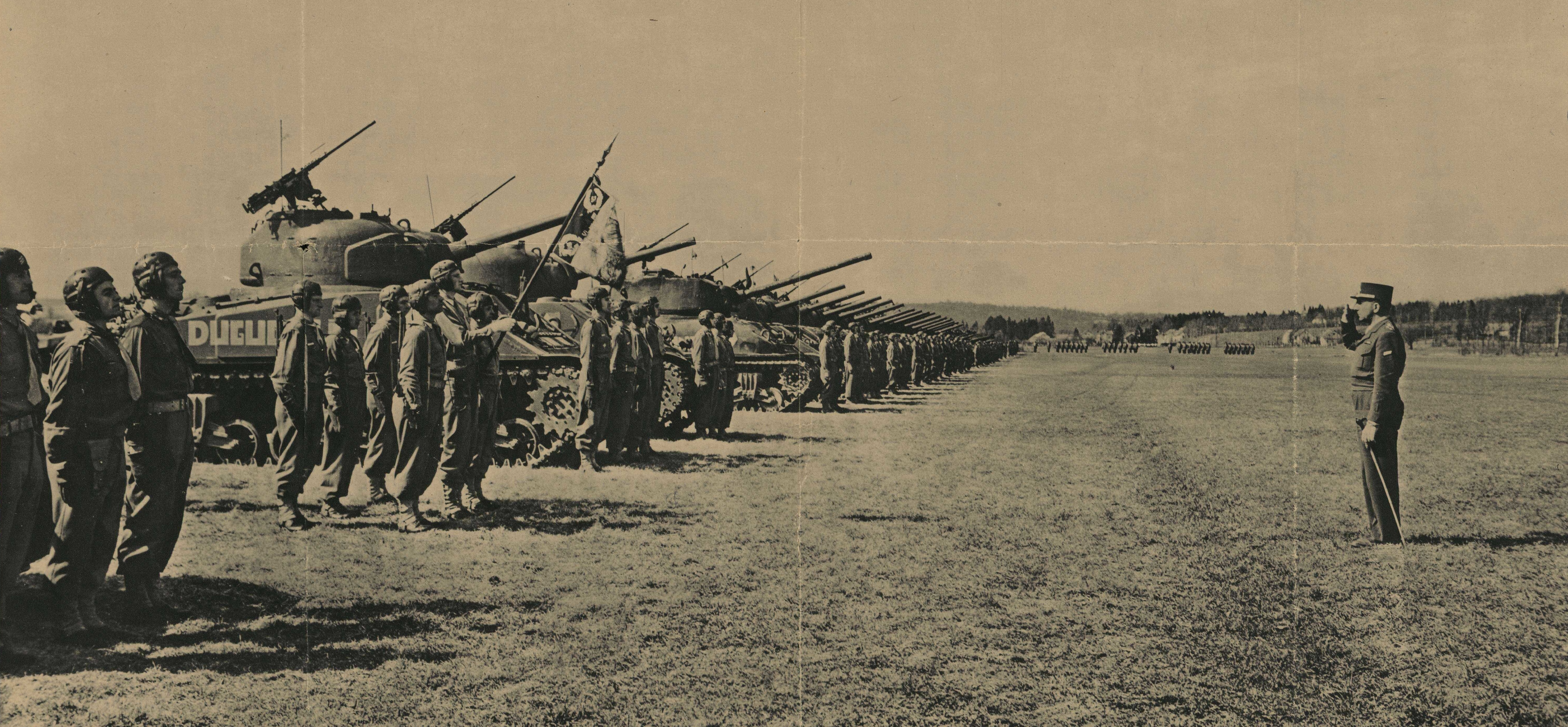
Le général de Lattre passant en revue le 5e régiment de chasseurs d'Afrique le 13 novembre 1944.

Au cours de la première partie des opérations, le C.C. 1 est engagé dans la bataille, puis la division entière concourt a l'établissement de la tête de pont avec le 6e C.A.U.S., à la prise de Toulon et de Marseille et à la libération de la Provence. Elle franchit le Rhône avec des moyens improvisés, se regroupe, à l'ouest du fleuve moins de quinze jours après le débarquement et entreprend une chevauchée de 600 kilomètres qui va l'amener au pied des Vosges, après une suite ininterrompue de combats victorieux, ayant abouti à la libération de Saint-Étienne, Lyon, Anse et Villefranche, Chalon-sur-Saône, Chagny, Beaune, Dijon et Langres. Commenceront ensuite les souffrances d'une lente et difficile pénétration par les vallées vosgiennes, dans la boue, sous la pluie et la neige. Après quarante cinq jours de marche vers Le Thillot, dont les stations sont Mélisey, Servance, Château-Lambert, Ramonchamp, Cornimont, Travexin, Fresse, la Chevestraye, Recolonges, la Chapelle de Ronchamp (colline de Bourlémont, la division parvient à l'orée de l'Alsace le 18 octobre 1944.
À l'issue de cette première période d'opérations, la 1re DB est citée une première fois à l'ordre de l'armée.

#### Les combats pour l'Alsace, 14 novembre 1944 au 9 février 1945

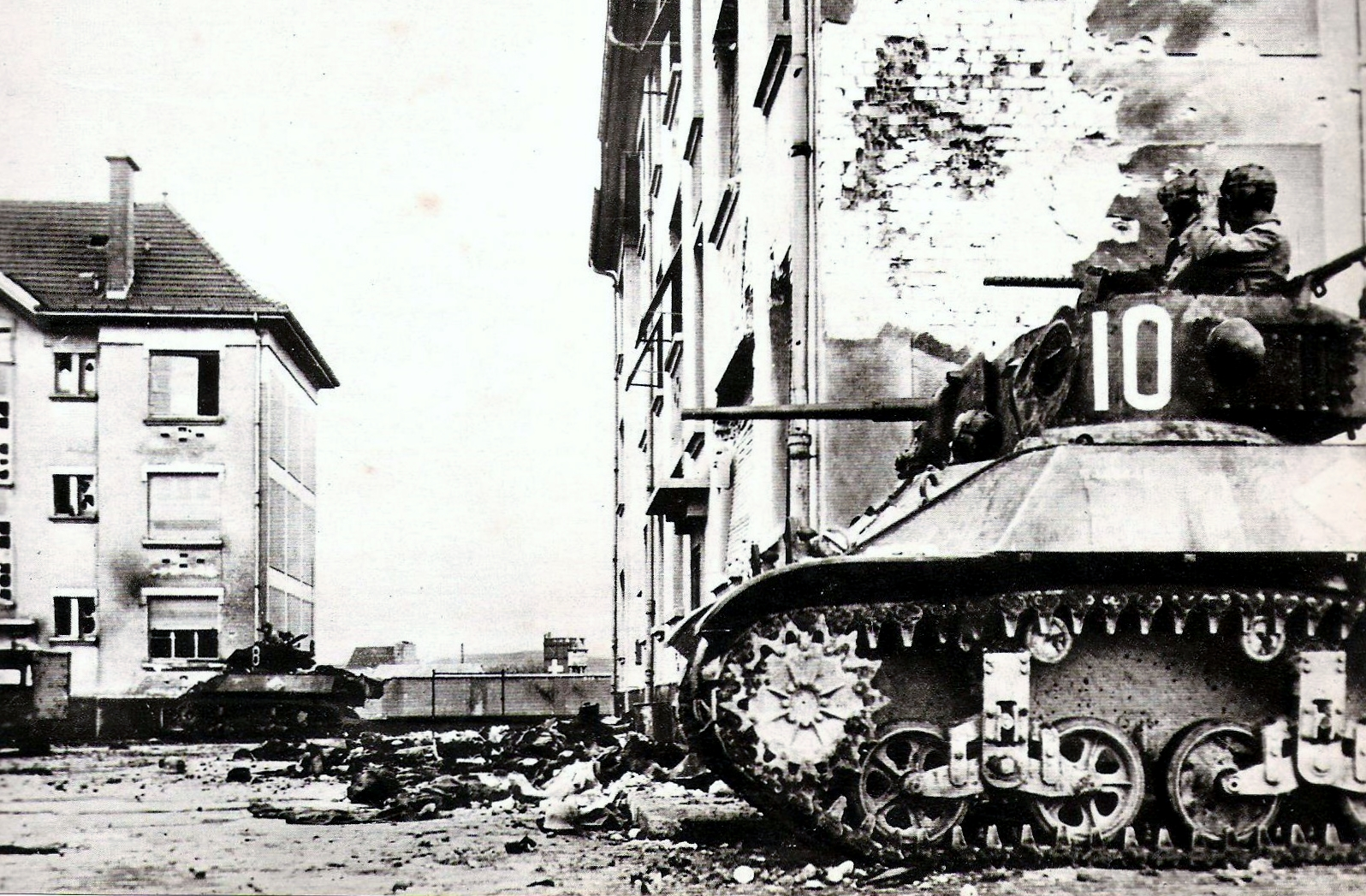
Des chars de la division à Huningue (Haut-Rhin).

Au cours de la seconde partie, la 1re DB va être la première aussi à pénétrer en Alsace et sera encore la première au Rhin. Partie le 14 novembre de la haute vallée du Doubs, l'offensive victorieuse de la 1re armée française a brisé le dispositif allemand de la trouée de Belfort. La division, opérant dans le cadre du 1er corps d'armée (général Béthouart) se glisse d'Héricourt le long de la frontière suisse et s'empare de Delle le 18 novembre. Le lendemain, le C.C. 3 est en Alsace et, à 18 heures, le peloton de chars du lieutenant de Loisy peut tremper son fanion dans le Rhin, à Rosenau. ll appartient au 4e escadron du 2e régiment de chasseurs d'Afrique. Cet officier devait trouver la mort le 23 novembre suivant, atteint dans son char d'un coup de panzerfaust lors de l'attaque de la caserne Lefebvre à Mulhouse. C'est le 20 que le colonel Caldairou est entré dans cette ville. Mais, malgré le succès remporté lors de la jonction des 1er et 2e corps d'armée dans la région de Burnhaupt, l'ennemi va réussir à se rétablir et à conserver une tête de pont autour de Colmar. Pendant deux mois, la division va tenir dans la neige un secteur défensif sur la Doller, au sud de ce que l'on appellera la poche de Colmar. Le 20 janvier, la 1re armée française repart à l'assaut sur les deux flancs nord et sud de la poche, au milieu d'une tempête de neige. Après trois semaines de lutte, l'Alsace est définitivement libérée, Colmar a été pris le 2 février. La division, qui combat depuis le 5 décembre sous les ordres du général Sudre, après une progression pénible parmi les mines de potasse, a entamé une courte exploitation qui l'a amenée à Chalampé le 9 février au matin. Elle termine ainsi cette campagne de France commencée le 15 août 1944 et qui s'achève six mois plus tard sur les rives du Rhin.
À l'issue de cette deuxième période d'opérations, la 1re DB est citée une deuxième fois à l'ordre de l'armée.

#### La pénétration en Allemagne, 10 février au 7 mai 1945
Au début de la troisième période, dès le 5 avril, le C.C. 2 est en Allemagne. Combattant avec la 9e division d'infanterie coloniale, il ouvre la voie dans la Forêt-Noire, pour livrer à la 1re armée française Baden-Baden et l'important nœud routier de Freudenstadt. Peu après, le C.C. 3 vient à son tour combattre en appui des coloniaux. Après avoir marché sur Kehl et Offenbourg, il s'enfonce vers le sud en plaine de Bade et s'empare de Fribourg le 21 avril. ll rejoint la division le 28 au sud~ouest d'Ulm. La 1re division blindée a en effet traversé le Rhin le 17 avril. Le général Sudre a regroupé ses moyens, à l'exception de C.C. 3 autour de Freudenstadt et, agissant dans le cadre du 1er corps d'armée, il a lancé son unité au cœur du territoire ennemi. La division court ainsi au Danube par Rottweil et Horb, traverse le fleuve le 21 avril à Mulheim et Tuttlingen, puis, en même temps qu'elle achève à Stockach l'encerclement des forces ennemies combattant encore en Forêt-Noire, pousse sans désemparer le long du Danube par Sigmaringen jusqu'à Ulm dont elle s'empare en liaison avec les forces américaines de la 7e armée arrivant du nord. Une fois encore la direction de marche va changer et, tendant une maille de plus au filet qui enserre l'armée allemande vaincue, la 1re D.B. file plein sud sur la rive gauche de l'Iller, s'empare d'Immenstadt le 30 avril et franchit le même jour la frontière d'Autriche pour occuper Aach et Oberstdorf. N'ayant plus devant elle que des sentiers de montagne, elle livre passage à l'infanterie et va se regrouper autour de Biberach. Première au Rhin, première au Danube, la division à la Croix de Saint-Louis achève sa brillante chevauchée après une suite ininterrompue de combats victorieux. Elle a joué, dans le succès final, un rôle décisif. Le C.C. 2 en Forêt-Noire, le C.C. 3 dans la plaine de Bade, puis toute la division en Allemagne, ont combattu sans désemparer jusqu'au 7 mai, date de la reddition sans conditions de l'Allemagne.
À l'issue de cette troisième et ultime période d'opérations, la 1re DB est citée pour la troisième fois à l'ordre de l'armée.

#### Fin de la guerre
Après la cessation des hostilités, la 1re DB rejoignit sa zone d'occupation dans le Palatinat, autour de Landau (arrondissements militaires de Germersheim, Bergzabern, Spire, Landau, Bruchsall. Elle y passa deux mois. Elle envoya à Berlin le premier détachement chargé de représenter la France, le 1er juillet, qui était ainsi composé : lieutenant-colonel Guibert, commandant le 3e chasseurs d'Afrique, un escadron de ce régiment avec l'étendard, un escadron du 9e, deux compagnies des 1er et 3e zouaves, un détachement du train. Dès que l'organisation du secteur français de Berlin le permit, l'état-major de la division et le C.C. 2 s'y rendirent à leur tour le 18 juin 1945 l'unité défilera aux côtés des alliés lors du défilé de la victoire, elle représentera l'arme blindé de la France. Le 5 septembre, l'état major de la division vint s’installer à Trèves. Puis la 1re DB, à effectifs réduits par la démobilisation, revint en France et stationna, d'octobre 1945 à fin mars 1946 dans les zones de Bourges, Châtellerault, Nantes et Angoulême.
Le 29 mars 1946, la dernière prise d'armes de la division est présentée à Angoulême, au général de Lattre de Tassigny, accompagné du général du Vigier. La 1re DB est dissoute le 31 mars et remplacée le lendemain, par l'élément divisionnaire blindé no 1.

#### Composition au 15 août 1944
La 1re DB qui débarque en Provence en août 1944 est composée de 73 % d'Européens et de 27 % d'« Indigènes ».
Général commandant la division : général Touzet du Vigier puis général Sudre à partir d'avril 1945.
- CC1 : général Sudre
  - 2e régiment de cuirassiers : régiment de chars
  - 3e bataillon de Zouaves : infanterie portée
  - I/68e RA : artillerie
- CC2 : colonel Kientz
  - 5e RCA : régiment de chars
  - 1er bataillon de Zouaves : infanterie portée
  - III/68e RA : artillerie
- CC3 : général Caldairou
  - 2e RCA : régiment de chars
  - 2e bataillon de Zouaves : infanterie portée
  - II/68e RA : artillerie
- Unités organiques :
  - 3e RCA : régiment de reconnaissance
  - 9e RCA : régiment de chasseurs de chars équipé de Tank Destroyer (TD)
  - 38e groupe de FTA : artillerie antiaérienne
  - 88e bataillon du génie
  - Régiment du train divisionnaire
  - 291e compagnie de transport
  - 91/84e compagnie de transmissions
  - 11e GERD
  - 15e bataillon médical

#### Organisation des bataillons de zouaves portés (BZP)
L'infanterie de la 1re DB était constituée de trois bataillons de zouaves portés (BZP) organisés de la façon suivante :
Un BZP était affecté à chacun des trois CC qui composaient la 1re division blindée. Il avait un effectif d’environ 800 hommes (Pied-Noirs, Français de métropole et Maghrébins) et comportait 3 compagnies de combat d’environ 180 à 200 hommes chacune. Chaque compagnie comprenait 3 sections de combat d’une cinquantaine d’hommes portés par 5 half-tracks (armés de mitrailleuse, mortier ou canon de 57 anti-char).
« Chacun connaît ces 5 half-track, roues à l’avant, chenilles à l’arrière. Armement variable, mitrailleuse, mortier ou canon de 57 anti-char. Alors, comment cela fonctionne-t-il au combat ? Eh bien, cela fonctionne en une étroite symbiose entre les chars et leurs sections de Zouaves Portés avec des configurations variables selon les circonstances.
La progression s’effectuait en alternant chars et half-tracks. Souvent, un H.T. se portait en avant, en éclaireur, mais un char était toujours proche pour appui éventuel. Dès que le contact était pris, les Zouaves débarquaient avec leurs mitrailleuses, lourdes à manipuler, et détruisaient la résistance avec l’appui-feu des chars. Telle fut la tactique employée dans les jours qui suivirent le débarquement. C’est dans des circonstances différentes que se déroula le combat de St-Loup-de-la-Salle, le 6 septembre 1944, à une trentaine de kilomètres à l’est de Tailly. Là, ce fut l’ensemble du BZP qui porta le poids de l’attaque. Dans d’autres circonstances, lorsque, par exemple, on craignait des combats de rue, il pouvait arriver que les Zouaves progressent montés à même le char. Mais il pouvait arriver aussi que les Zouaves combattent seuls. C’est ce qui se produisit le 9 septembre devant Nuits-St-Georges. Une compagnie du 3e BZP reçoit mission de s’emparer de Nuits-Saint-Georges. Une compagnie, rappelons-le, représente pas tout à fait 200 hommes et une quinzaine de half-tracks. Que va-t-il se passer ? Les H.T. sont seuls. Les chars occupés sur Beaune ne peuvent leur porter appui. La résistance est trop forte et la compagnie clouée au sol subit de lourdes pertes. Elle doit renoncer à l’attaque qui ne reprendra que lorsque les chars seront disponibles. Tels furent, brièvement évoqués, les types d’action que conduisirent ces BZP. Leurs pertes furent lourdes. L’infanterie accompagnant la 1re DB perdit, entre morts et blessés, 1 700 hommes sur les 2 400 de son effectif de départ. Soit 72 % de son effectif. Les pertes furent compensées par de nouveaux renforts envoyés d’AFN mais aussi par de nombreux volontaires qui s’engageaient
au fur et à mesure que les villages et villes étaient libérés. ».

### De 1948 à 1999
La 1re division blindée est recréée le 1er août 1948 à partir de l'élément divisionnaire blindé no 1.
En 1951, son état-major s'installe à Trèves en Allemagne de l'ouest. Elle fait partie des forces françaises en Allemagne (FFA).
Du 1er mars 1960 au 30 juin 1978, elle est la 1re division du 2e corps d'armée et comporte trois brigades :
- la 1re brigade blindée de Saarburg (1960 - 1968) puis 1re brigade mécanisée de Trèves (1968 - 1978) ;
- la 3e brigade blindée de Wittlich (1960 - 1968) puis 3e brigade mécanisée (1968 - 1978) ;
- la 11e brigade mécanisée de Landau (1960 - 1968) puis 11e brigade motorisée (1968 - 1978).

Elle devient la 1re division blindée du 2e corps d'armée le 1er juillet 1978 et compte environ 8 000 hommes.
Le format division blindée « modèle 1984 » en fait une unité interarmes d'un effectif supérieur à 10 000 hommes.
En 1989, sa composition est la suivante :
- 8e groupe de chasseurs (AMX-10 P) de Wittlich ;
- 16e groupe de chasseurs (AMX 10 P) de Saarburg ;
- 153e régiment d'infanterie (VAB) de Mutzig (Alsace) ;
- 1er régiment de cuirassiers (matériels majeurs : AMX-30 B2) de Saint-Wendel ;
- 6e régiment de dragons (matériels majeurs : AMX 30 B2) de Saarburg ;
- 9e régiment d'artillerie de marine (Automouvant 155 AMF3) de Trèves ;
- 61e régiment d'artillerie (Automouvant 155 AMF3) de Morhange (Lorraine) ;
- 13e régiment du génie de Trèves ;
- 1er régiment de commandement et de soutien de Trèves ;
- 1er escadron d'éclairage divisionnaire (jeeps Hotchkiss) de Saint-Wendel ;
- 1re compagnie anti-chars de Mutzig.

De 1984 à 1990, elle est rattachée au 1er corps d'armée. Elle réintègre le 2e corps de 1990 à 1993. De 1993 jusqu'à sa dissolution en 1999, elle fait partie du corps européen (Eurocorps).
Son état-major s’installe à Landau en 1992 puis à Baden-Baden en 1993. Ses effectifs sont de 8 925 hommes : 558 officiers (dont 140 appelés), 2 196 sous-officiers (dont 487 appelés) et 6 171 militaires du rang (dont 6 023 appelés). Seulement 2 865 hommes, soit 30% de la division, sont susceptibles d’être envoyés sur des missions du corps européen.
La 1re DB est dissoute le 30 juin 1999. Sa composition était alors la suivante :
- 8e groupe de chasseurs de Wittlich - dissolution ;
- 1er régiment de cuirassiers de Saint-Wendel - dissolution ;
- 2e régiment d’artillerie de Landau - dissolution ;
- 61e régiment d'artillerie de Trèves - transféré à la brigade de renseignement ;
- 13e régiment du génie de Trèves - transféré à la 2e brigade blindée ;
- 5e régiment de commandement et de soutien de Landau - dissolution.
- 1er escadron d’éclairage divisionnaire de Saint-Wendel - dissolution ;
- 1re compagnie anti-chars de Trèves - transférée à la 1re brigade mécanisée ;

### De 1999 à 2015
La 1re brigade mécanisée (1re BM) est créée le 1er juillet 1999 et reprend ses traditions. Son état-major s'installe à Châlons-en-Champagne. La 1re BM est dissoute le 21 juillet 2015.

### Depuis 2016
La 1re division (1re DIV) est recréée le 1er juillet 2016 à partir de l'état-major de force no 1. Division interarmes basée à Besançon, elle regroupe trois brigades (lourde, médiane et légère) ainsi que les unités françaises de la brigade franco-allemande. Elle intègre le programme Scorpion aux côtés de la 3e division.
En 2024, le plan de transformation 
«  Armée de terre de combat » régionalise les divisions. La 1re division se voit attribuer l'Europe et le bassin méditerranéen tandis que la 3e division est chargée du reste du monde (en particulier l'Afrique et l'océan Indien).

## Composition en 2025

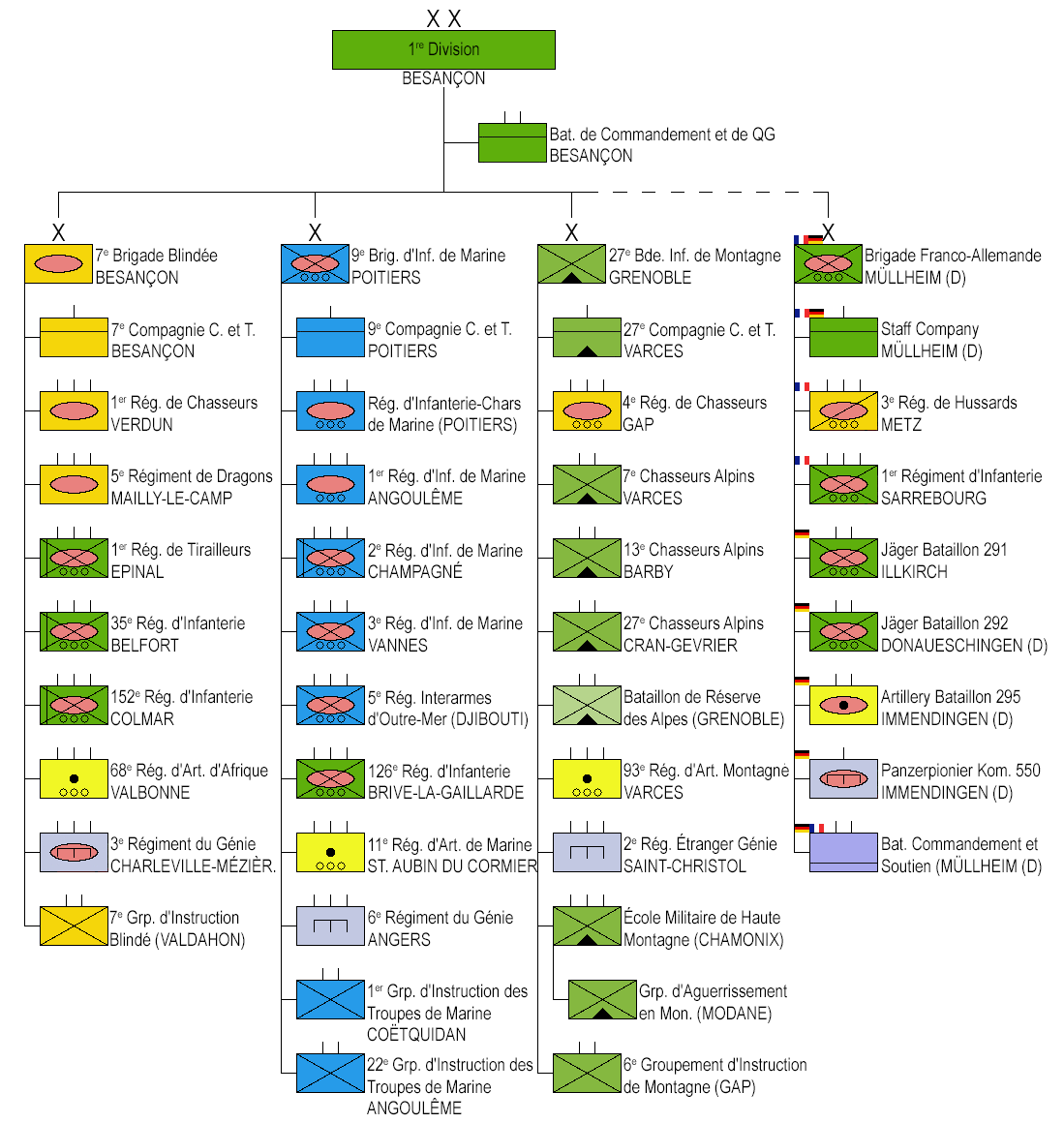
Organisaton de la 1re DIV.

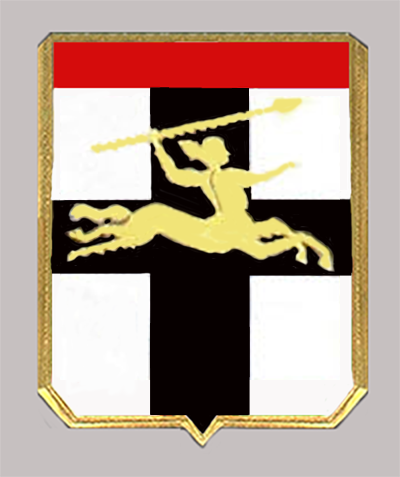
Insigne de la 7e BB.

État-major et bataillon de commandement et de quartier général (BCQG) de Besançon.
- 7e brigade blindée de Besançon

| Régiments                                        | Abréviation | Localisation         | Équipements principaux |
| ------------------------------------------------ | ----------- | -------------------- | ---------------------- |
| 35e régiment d'infanterie                        | 35e RI      | Belfort              | VBCI                   |
| 152e régiment d'infanterie                       | 152e RI     | Colmar               | VBCI                   |
| 1er régiment de tirailleurs                      | 1er RTIR    | Épinal               | VBCI                   |
| 1er régiment de chasseurs                        | 1er RCH     | Verdun-Thierville    | Char Leclerc           |
| 5e régiment de dragons                           | 5e RD       | Mailly-le-Camp       | Char Leclerc           |
| 68e régiment d'artillerie d'Afrique              | 68e RAA     | La Valbonne          | CAESAR                 |
| 3e régiment du génie                             | 3e RG       | Charleville-Mézières |                        |
| 7e compagnie de commandement et de transmissions | 7e CCT      | Besançon             |                        |
| 7e groupement d'instruction blindé               | 7e GIB      | Valdahon             |                        |

- 9e brigade d'infanterie de marine de Poitiers

| Régiments                                                  | Abréviation | Localisation           | Équipements principaux |
| ---------------------------------------------------------- | ----------- | ---------------------- | ---------------------- |
| 1er régiment d'infanterie de marine                        | 1re RIMa    | Angoulême              | AMX-10 RC              |
| 2e régiment d'infanterie de marine                         | 2e RIMa     | Auvours (Champagné)    | VBCI                   |
| 3e régiment d'infanterie de marine                         | 3e RIMa     | Vannes                 | VAB                    |
| 5e régiment interarmes d'outre-mer                         | 5e RIAOM    | Djibouti               |                        |
| 126e régiment d'infanterie                                 | 126e RI     | Brive-la-Gaillarde     | VAB                    |
| Régiment d'infanterie chars de marine                      | RICM        | Poitiers               | AMX-10 RC              |
| 11e régiment d'artillerie de marine                        | 11e RAMa    | Saint-Aubin-du-Cormier | CAESAR                 |
| 6e régiment du génie                                       | 6e RG       | Angers                 |                        |
| 9e compagnie de commandement et de transmissions de marine | 9e CCTMa    | Poitiers               |                        |
| 1er groupement d'instruction des troupes de marine         | 1er GITdM   | Coëtquidan             |                        |
| 22e groupement d'instruction des troupes de marine         | 22e GITdM   | Angoulême              |                        |

- 27e brigade d'infanterie de montagne de Grenoble

| Régiments                                                     | Abréviation | Localisation              | Équipements principaux |
| ------------------------------------------------------------- | ----------- | ------------------------- | ---------------------- |
| 7e bataillon de chasseurs alpins                              | 7e BCA      | Varces-Allières-et-Risset | VAB                    |
| 13e bataillon de chasseurs alpins                             | 13e BCA     | Barby                     | VAB                    |
| 27e bataillon de chasseurs alpins                             | 27e BCA     | Cran-Gevrier              | VAB                    |
| 4e régiment de chasseurs                                      | 4e RC       | Gap                       | AMX-10 RC ; ERC 90     |
| 93e régiment d'artillerie de montagne                         | 93e RAM     | Varces-Allières-et-Risset | CAESAR                 |
| 2e régiment étranger de génie                                 | 2e REG      | Saint-Christol            |                        |
| 27e compagnie de commandement et de transmissions de montagne | 27e CCTM    | Varces-Allières-et-Risset |                        |
| 6e groupement d'instruction de montagne                       | 6e GIM      | Gap                       |                        |
| École militaire de haute montagne                             | EMHM        | Chamonix-Mont-Blanc       |                        |
| Groupement d'aguerrissement en montagne                       | GAM         | Modane                    |                        |

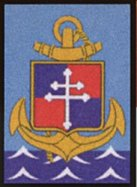
Insigne de la 9e BIMa.

Insigne de la.

- Brigade franco-allemande de Müllheim en Allemagne

Insigne de la BFA.

Les unités françaises de la BFA sont également subordonnées à la 1re division.
| Régiments                                                              | Abréviation | Localisation         | Équipements principaux |
| ---------------------------------------------------------------------- | ----------- | -------------------- | ---------------------- |
| 1er régiment d'infanterie                                              | 1er RI      | Sarrebourg           | VAB                    |
| 3e régiment de hussards                                                | 3e RH       | Metz                 | AMX-10 RC              |
| Bataillon de commandement et de soutien de la brigade franco-allemande | BCS         | Müllheim (Allemagne) |                        |